# Agathe (teste nuclear)
Agathe (em português: ágata) foi o primeiro teste nuclear subterrâneo da França, realizado em 21 de novembro de 1961 durante a Guerra da Argélia, rendeu 20 quilotons de TNT e foi detonada na parte francesa do deserto do Saara nos montes Hoggar.